# Leptoteleia marcelae
Leptoteleia marcelae är en stekelart som beskrevs av Lubomir Masner 1978. Leptoteleia marcelae ingår i släktet Leptoteleia och familjen Scelionidae. Inga underarter finns listade i Catalogue of Life.